# Barbus trevelyani
Barbus trevelyani är en fiskart som beskrevs av Günther, 1877. Barbus trevelyani ingår i släktet Barbus och familjen karpfiskar. IUCN kategoriserar arten globalt som starkt hotad. Inga underarter finns listade.